# Ielena Azarova
Pour les articles homonymes, voir Azarov.
Ielena Iourievna Azarova (russe : Елена Юрьевна Азарова), née le 5 juin 1973 à Moscou, est une nageuse synchronisée russe.

## Carrière
Ielena Azarova fait partie du ballet russe terminant à la quatrième place des Jeux olympiques d'été de 1996 à Atlanta.
Lors des Jeux olympiques de 2000 à Sydney ainsi que ceux de 2004 à Athènes, elle est sacrée championne olympique.